# Landschaftsschutzgebiet Hortsiepen mit Zufluss

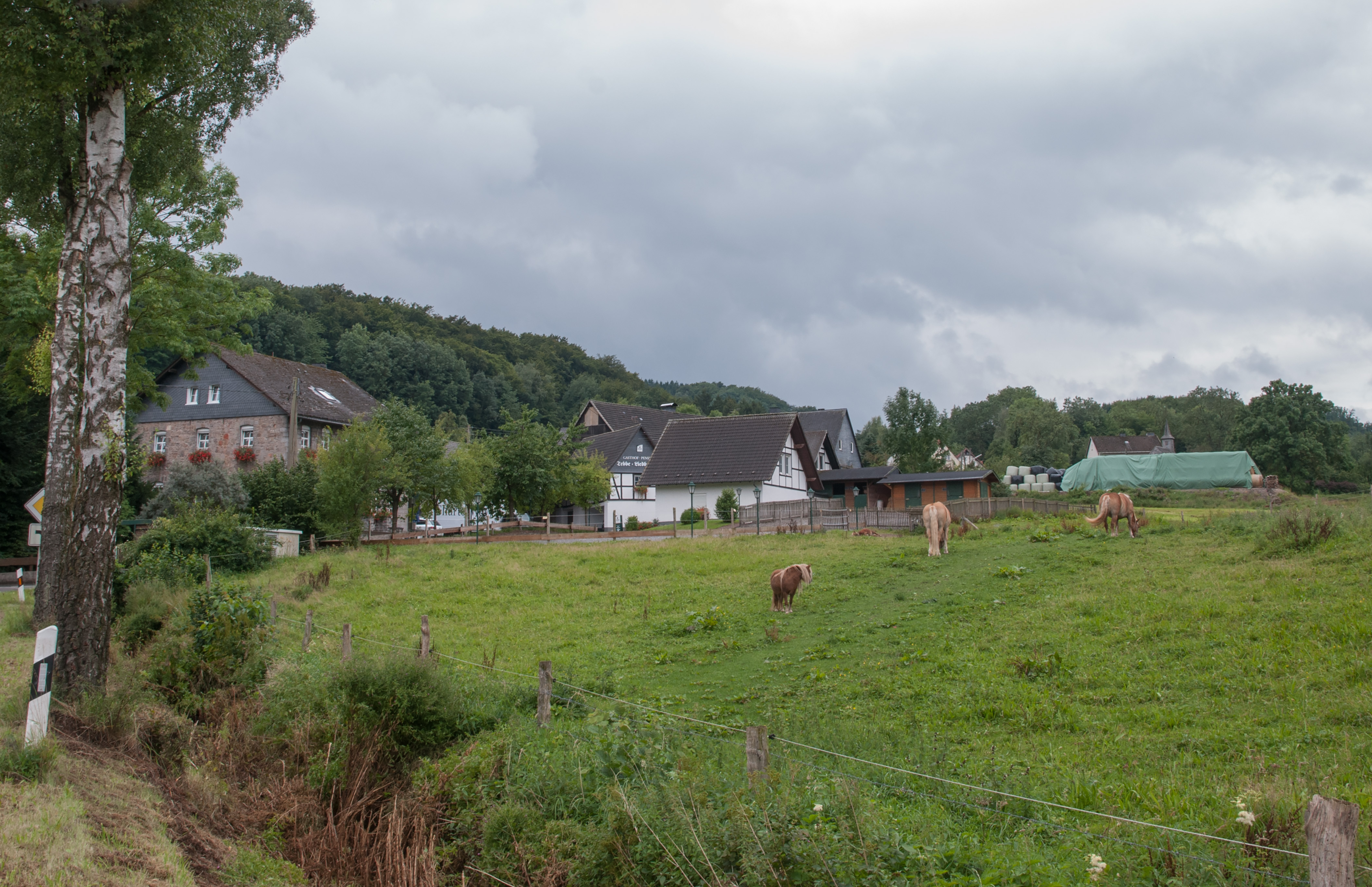
Landschaftsschutzgebiet Hortsiepen mit Zufluss östlich Weninghausen

Das Landschaftsschutzgebiet Hortsiepen mit Zufluss mit 25,3 ha Flächengröße liegt nördlich und südwestlich des Weilers Weninghausen im Stadtgebiet von Sundern im Hochsauerlandkreis. Es wurde 2019 bei der Neuaufstellung des Landschaftsplans Sundern durch den Kreistag des Hochsauerlandkreises als Landschaftsschutzgebiet (LSG) als Landschaftsschutzgebiet vom Typ C, Wiesentäler und bedeutsames Extensivgrünland, ausgewiesen. Es ist umgeben vom Landschaftsschutzgebiet Sundern, von dem es vorher seit 1993 ein Teil gewesen war. Das LSG grenzt direkt an Weninghausen und besteht aus zwei Teilflächen.

## Beschreibung
Das LSG umfasst Grünlandflächen in den Tallagen der Gewässer um Weninghausen. Das Grünland wird teilweise extensiv genutzt. Im Einflussbereich der Siepen ist das Grünland oft feucht-nass. Die Siepen sind auf langen Strecken von Gehölzstrukturen mit teilweise sogar auwaldähnlichem Charakter und Staudenstreifen gesäumt. Teilfläche auch auf Böschungen, an Parzellengrenzen und Wegen durch teils breiten Hecken strukturiert.

## Schutzzweck
Der Landschaftsplan führt zum Schutzzweck aus: „Ergänzung der NSG-Festsetzungen der Talauen zu einem Grünlandbiotop-Verbundsystem, das Tieren und Pflanzen Wanderungs- und Ausbreitungsmöglichkeiten schafft und damit der Erhaltung der Leistungsfähigkeit des Naturhaushalts dient. Gleichzeitig wirken die offenen Talauen aufgrund ihrer überwiegenden Lage im waldreichen Plangebiet gliedernd und belebend im Bild der Landschaft und tragen damit zur Sicherung ihrer Vielfalt, Eigenart und Schönheit bei. Weiterhin sollen (Extensiv-)Grünlandflächen erhalten werden, die hervorgehobene Bedeutung für den Biotop- und Artenschutz haben.“

## Rechtliche Vorschriften
Wie in den anderen Landschaftsschutzgebieten vom Typ C in Sundern besteht im LSG ein Verbot der Erstaufforstung und Weihnachtsbaum-, Schmuckreisig- und Baumschul-Kulturen anzulegen. Grünland und Grünlandbrachen dürfen nicht in Acker oder andere Nutzungen umgewandelt werden.

## Gebot und Entwicklungsmaßnahmen
Wie für alle Landschaftsschutzgebiete vom Typ C im Landschaftsplangebiet wurde ein spezielles Gebot erlassen. „Das Grünland ist extensiv zu bewirtschaften, z. B. im Rahmen des Kulturlandschaftspflegeprogrammes des HSK.“
Wie für alle Landschaftsschutzgebiete vom Typ C in Sundern wurde ein spezielles zwei Entwicklungsmaßnahmen festgesetzt. Bei der landwirtschaftlichen Nutzung soll eine extensive Bewirtschaftung mit vertraglicher Regelungen angestrebt werden. Brachflächen sollen sektoral im Turnus von 3 Jahren – jedoch nicht vor dem 1. August eines Jahres – gemäht werden um eine Verbuschung zu verhindern.